# Франкенвини (фильм)
«Франкенви́ни» (англ. Frankenweenie) — второй короткометражный художественный фильм, который режиссёр Тим Бёртон снял на студии «Дисней».

## Сюжет
У маленького мальчика Виктора Франкенштейна, испытывающего поразительную склонность к кинематографу и естественным наукам, есть пёс Спарки (Искорка). Он необычайно привязан к псу и любит его всей душой. Но однажды, погнавшись за теннисным мячом Виктора, Спарки попадает под машину и погибает, разорванный на части.
Виктор впадает в депрессию и мечтает вернуть Спарки к жизни. Один из экспериментов, показанных учителем физики на уроке, подсказывает Виктору способ оживить Спарки. Он собирает в своей маленькой лаборатории нужное оборудование, выкапывает труп Спарки, зашивает его, наполняет необходимыми механическими деталями и заряжает током. Спарки оживает. Первое время Виктор прячет его от всех, пока Спарки случайно не выбегает на улицу, испугав пожилую соседку Виктора. Та обвиняет пса в том, что он пытался съесть её пса Рэймонда.
Через некоторое время про Спарки узнают и родители Виктора, Бен и Сьюзан Франкенштейн. Они первое время тоже боятся Спарки, но затем видят его дружелюбность и решают оставить его дома. Вечером Виктор решает показать ожившего любимца соседям, но те сразу впадают в панику и пытаются раздавить пса. Спарки убегает, а Виктор бросается за ним. Пёс прибегает на закрытое поле для гольфа и прячется в мельнице. Соседи мальчика бегут за ними с намерением убить пса. Они случайно поджигают мельницу, и та быстро воспламеняется. Виктор теряет сознание от падения со второго этажа. Спарки его вытаскивает, но при этом сам застревает и вновь умирает.
Соседи, понявшие безобидность пса, соглашаются помочь Франкенштейнам вновь оживить Спарки и подключают к нему все свои машины. Спарки вновь оживает на всеобщую радость и сразу влюбляется в милую пуделиху.

## В ролях
- Баррет Оливер — Виктор Франкенштейн
- Дэниел Стерн — Бен Франкенштейн
- Шелли Дюваль — Сьюзан Франкенштейн
- София Коппола — Эмми Чамберс
- Джозеф Махер — мистер Чемберс
- Роз Браверман — миссис Эпштейн
- Пол Бартель — мистер Уолш
- Джейсон Харви — Фрэнк Дейл
- Пол С. Скотт — Майк Андерсон
- Хелен Болл — миссис Кертис
- Расти Джеймс — Рэймонд

## Создатели фильма
Тим Бёртон

## Из истории создания фильма
Вольное переложение фильма «Франкенштейн» Джеймса Уэйла для детской аудитории. После тестового просмотра руководство студии решило, что этот фильм будет оказывать слишком пугающее влияние на детей, и отложило его выход на неопределенное время. На вопрос, что именно из фильма следует удалить, чтоб он вышел в прокат, автору ответили, что «сама по себе атмосфера фильма пугает» и перемонтаж не поможет.
В результате фильм был выпущен на видео в «отцензуренном» варианте, лишь восемь лет спустя (1992), практически перед выходом в прокат другой ленты Бёртона, «Кошмар перед Рождеством», снятой также для Диснея.
В конце 2007 года было объявлено о запуске мультипликационного ремейка фильма и осенью 2012 года он вышел в прокат.

## Факты
- Первое появление на экране авторского трейд-марка — собаки.
- Сцена на кладбище и сцена на мельнице — прямые цитаты из Уэйловского «Франкенштейна», в которых роль персонажа Бориса Карлоффа заменена собакой.
- Сцена, в которой Спарки встречается с соседской чёрной пуделихой, имеющей характерную белую прядь в прическе, отсылает зрителя к образу персонажа Эльзы Ланчестер из фильма Джеймса Уэйла «Невеста Франкенштейна».
- По замыслу студии Дисней, «Франкенвини» должен был демонстрироваться в кинотеатрах в одном пакете с восстановленной анимационной полнометражкой «Пиноккио». Причем, во время тестового просмотра, по свидетельству Бёртона «дети кричали от страха только во время „Пиноккио“».
- После этого случая Бёртон был уволен со студии Дисней с формулировкой «пустая трата рабочей силы и денег».